# Une mère pas comme les autres
Une mère pas comme les autres ou Maman bagnole ou Ma mère à moteur (My Mother the Car) est une série télévisée américaine en 30 épisodes de 25 minutes, créée par Allan Burns et Chris Hayward et diffusée entre le 14 septembre 1965 et le 5 avril 1966 sur le réseau NBC.
En France, la série a été diffusée à partir du 24 septembre 1967 sur la première chaîne de l'ORTF.

## Synopsis
Dave Crabtree fait l'acquisition d'une voiture, une Porter  1928, pour 200 dollars, voiture dans laquelle sa mère s'est réincarnée et lui parle…

## Distribution
- Jerry Van Dyke : Dave Crabtree
- Cindy Eilbacher : Cindy Crabtree
- Maggie Pierce : Barbara Crabtree
- Avery Schreiber : Capitaine Manzini
- Randy Whipple : Randy Crabtree

La version française est réalisée par Jean Paul Blondeau.

## Épisodes
1. Venez klaxonner (Come Honk Your Horn)
2. Les défenseurs (The De-Fenders)
3. Ce qui fait l'anti-gel (What Makes Auntie Freeze)
4. Lassie, je veux dire mère, rentre à la maison (Lassie, I Mean Mother, Come Home)
5. Steak Brûlée (Burned at the Steak)
6. Je suis en train d'être un bel homme (I'm Through Being a Nice Guy)
7. Titre français inconnu (Lights, Camera, Mother)
8. La télévision ou non (TV or Not TV)
9. Le Capitaine Manzini Grand Prix  (The Captain Manzini Grand Prix)
10. Mon Fils, le Ventriloque (My Son, the Ventriloquist)
11. Mon Fils, le juge (My Son, the Judge)
12. Et Laissez le Drive-In pour nous (And Leave the Drive-In to Us)
13. Pour qui la prends (For Whom the Horn Honks)
14. Hey Lady, votre slip n'est pas en train de montrer (Hey Lady, Your Slip Isn't Showing)
15. La vente aux enchères  (Many Happy No-Returns)
16. Lune de miel (Shine On, Shine On, Honeymoon)
17. Je me souviens de maman, pourquoi ne peux-tu pas te souvenir de moi ? (I Remember Mama, Why Can't You Remember Me?)
18. Vendre la Porter (Goldporter)
19. Un compresseur moléculaire  (The Incredible Shrinking Car)
20. Je serais plutôt le faire moi-même (I'd Rather Do it Myself, Mother)
21. Vous ne pouvez pas arriver à partir d'ici (You Can't Get There From Here)
22. Rabattre sur le toit (A Riddler on the Roof)
23. Mon Fils, le criminel (My Son, the Criminal)
24. Un fac-similé déraisonnable (An Unreasonable Facsimile)
25. Sur la colline (Over the Hill to the Junkyard)
26. Il pourrait aussi bien être de printemps comme Non (It Might as Well Be Spring as Not)
27. Absorba le grec (Absorba the Greek)
28. Le rêve de Dave Crabtree (The Blabbermouth)
29. Quand vous souhaitez Sur une voiture (When You Wish Upon a Car)
30. Les voleurs de bijoux (Desperate Minutes)